# Dubhe
Dubhe /ˈDubə/ ist die Bezeichnung des Sterns Alpha Ursae Majoris (α UMa) im Sternbild Großer Bär. Er ist in Mitteleuropa das ganze Jahr über sichtbar. Der Name stammt von dem arabischen Wort دب / dubb / ‚Bär‘.
Dubhe ist trotz der Bayer-Bezeichnung „Alpha“ nur der zweithellste Stern des Sternbilds Großer Bär und befindet sich an der rechten oberen Ecke des Kastens des Großen Wagens. Zusammen mit Merak bildet er dessen Abschluss, dessen Verlängerung über Dubhe hinaus zum Polarstern zeigt (Zeigerstern).
Er ist kein Mitglied der Ursa-Major-Gruppe – der nächsten physischen Sterngruppe mit gemeinsamer Geschwindigkeit – und gehört auch einer anderen Spektralgruppe an als die meisten Mitgliedssterne wie Mizar oder Phekda. Dubhe hat eine scheinbare Helligkeit von +1,7 mag, womit er zu den 50 hellsten Sternen am Nachthimmel gehört. Seine Entfernung beträgt ca. 124 Lichtjahre.

## Aufbau des Systems
Das Dubhe-System besteht aus zwei Doppelsternen, wobei der Stern Dubhe B den wesentlich massereicheren Dubhe A in einer Entfernung von 22,9 AE umkreist (etwas mehr als der größte Abstand des Uranus zur Sonne). Dubhe C befindet sich in einem Orbit von mehr als 8000 AE (0,12 Lichtjahren) und setzt sich zusammen aus einem dunklen Klasse-F-Stern und einem nahen Begleiter, welcher ihn in weniger als 7 Tagen umrundet. 
Bei Dubhe A handelt es sich um einen orangegelben Riesenstern am Ende seiner Entwicklung. Er hat den 30-fachen Radius der Sonne sowie die 224-fache Leuchtkraft. Im Gegensatz dazu hat er allerdings nur eine vierfache Sonnenmasse, woraus eine geringe Hüllendichte resultiert. Die Oberflächentemperatur liegt bei 4800 bis 5000 Grad.
Dubhe B befindet sich im Gegensatz dazu noch im Stadium des Wasserstoffbrennens. Als Stern der Klasse F0 IV-V leuchtet er ca. 15-mal so hell wie unsere Sonne. Er umläuft den Riesen Dubhe A in einem Zeitraum von 44 Jahren.
Dubhe C ist etwa 8.000 AE (0,12 Lichtjahre) von Dubhe A entfernt und besteht aus einem Stern der Klasse F8 V sowie einem nahen Begleiter, der ihn mit einer Periode von etwas weniger als 7 Tagen umkreist. Er leuchtet etwa eineinhalb mal so hell wie unsere Sonne und ist ihr in Masse und Radius wahrscheinlich ebenfalls ähnlich.

## Möglichkeit für Planetensysteme
Sowohl um Dubhe A als auch Dubhe B könnten sich Planeten in geringem Abstand bewegen (sogenannte S-Planeten). Dabei wäre allerdings ein Planetensystem um Dubhe A wahrscheinlicher als um Dubhe B, da der Stern aufgrund seiner größeren Gravitation mehr Trabanten halten kann bzw. Dubhe B die Planeten buchstäblich entreißt.
Eventuelle Planeten um Dubhe C befänden sich außerhalb eines sie beeinflussenden Gravitationsfeldes des Hauptsterns. Der Begleiter von Dubhe C  stört die Planetenbahnen aufgrund seines geringen Abstandes nicht. Um Dubhe C könnte also eine größere Anzahl Planeten existieren.